# Demetrio Aguilera Malta
Demetrio Aguilera Malta (Guayaquil, 24 de mayo de 1909-México, D. F., 28 de diciembre de 1981) fue un novelista, dramaturgo, cineasta, pintor y diplomático ecuatoriano. Su obra literaria se basa en retratar la realidad de la vida del pueblo montuvio y dejar una muestra valiosa de su cultura.
Entre sus obras más destacadas se encuentran las novelas Don Goyo (1933) y Siete lunas y siete serpientes (1970), además de varios relatos incluidos en el libro Los que se van (1930), como El cholo que se vengó. También cultivó el teatro, con obras como El tigre, Dientes blancos e Infierno negro, que le han dado un lugar como uno de los más grandes dramaturgos de la literatura ecuatoriana.

## Biografía
Nació en Guayaquil el 24 de mayo de 1909 y murió el 28 de diciembre de 1981 en México, D. F. Hijo de Demetrio Aguilera Sánchez y de Teresa Malta y Franco, quienes lo nombraron Raúl Demetrio. Durante su juventud dejaría de usar Raúl por consejo de Joaquín Gallegos Lara. Su padre era un comerciante que fue propietario de fábricas y fincas. Su bisabuelo materno, Juan José de Malta y Salcedo, fue también dramaturgo y el pequeño Demetrio descubrió sus obras en la biblioteca heredada del abuelo.

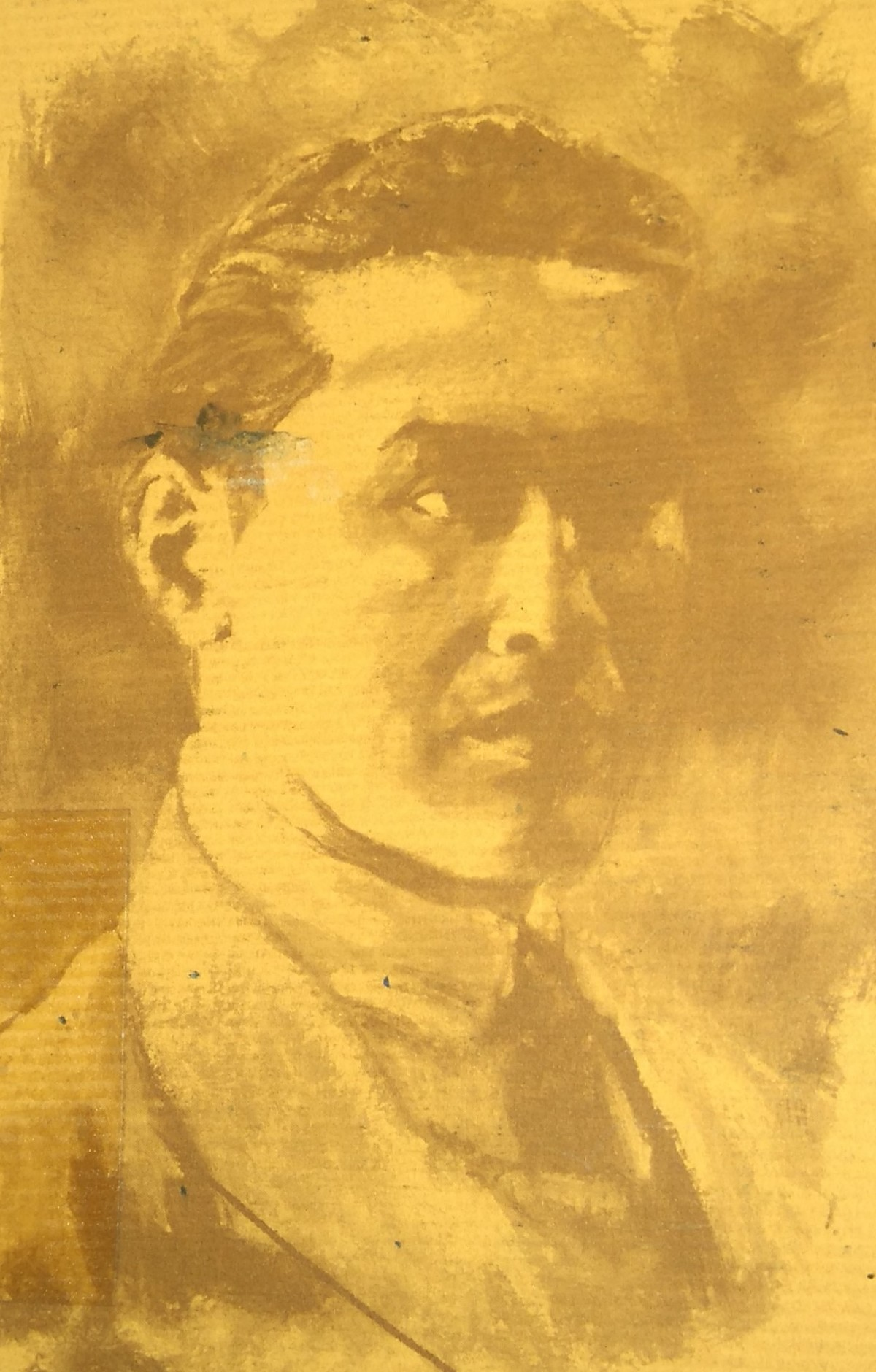
José de la Cuadra

Pasó una infancia campestre en la finca de la familia en una isla del Golfo de Guayaquil. Fue educado en casa por su madre y profesoras particulares. La educación secundaria la realizó en el colegio Vicente Rocafuerte donde se graduó de bachiller en 1929. El Dr. José de la Cuadra fue su profesor de literatura y José María Roura Oxandaberro de dibujo.
Sus estudios universitarios los empezó en Jurisprudencia en su ciudad natal, sin embargo los abandonó en 1931. Luego continuaría sus estudios en literatura, como becado por el Ministerio de Educación del Ecuador, en Madrid, justo antes de que estallara la Guerra civil española.
Se vincularía al servicio público en 1937 cuando se llevó a cabo la dictadura del general Alberto Enríquez Gallo, quien de orientación socialista llamaría a las personas afines a colaborar. De esta manera ocuparía la dirección del Archivo Nacional. Durante esta época publicaría una revista de Arte, Literatura e Historia titulada “Trópico”, junto a los autores Rafael Euclides Silva, Nicolás Delgado y Leonardo Tejada. Después sería parte de la Subsecretaría de Educación. Fue además encargado de Negocios en la Embajada del Ecuador en Chile en 1947 bajo el Gobierno de Carlos Julio Arosemena Tola. Luego fue Agregado Cultural en Brasil en 1949 y Embajador del Ecuador en México desde agosto de 1979 hasta su muerte en 1981.
Además dictó conferencias y cursos en varias universidades latinoamericanas, en los Estados Unidos (por ejemplo en The Clermont University y The Irving University en Los Ángeles) y en Canadá.
Fue corresponsal de guerra durante la guerra civil española. Trabajó en los periódicos La Prensa y El Telégrafo, de Guayaquil, donde mantuvo muchos contactos con políticos socialistas. Trabajó también en los periódicos El Diario de Panamá, El Gráfico y La Estrella de Panamá, todos en Panamá.
Algunas de sus obras fueron: Los que se van, Cuentos del cholo y del montuvio, Canal Zone, ¡Madrid!, Don Goyo, La isla virgen, Siete lunas y siete serpientes, La caballeresa del sol, El Quijote de El Dorado, Un nuevo mar para el rey, Una cruz en Sierra Maestra, El secuestro del general. En teatro: Lázaro, Muerte S.A. o Infierno negro, El tigre.
Vivió desde 1958 en México donde realizaría la etapa expresionista de su teatro. De su primer amor nació su hijo Ciro, a quién dedicó su obra Jaguar y constituye la semilla de donde proviene la descendencia de Aguilera Malta en Ecuador. Con la panameña Ana Rosa Endara tuvo dos hijas, Ada Teresa y Marlene. Velia Marqués lo acompañó desde 1950 y no tuvo hijos.

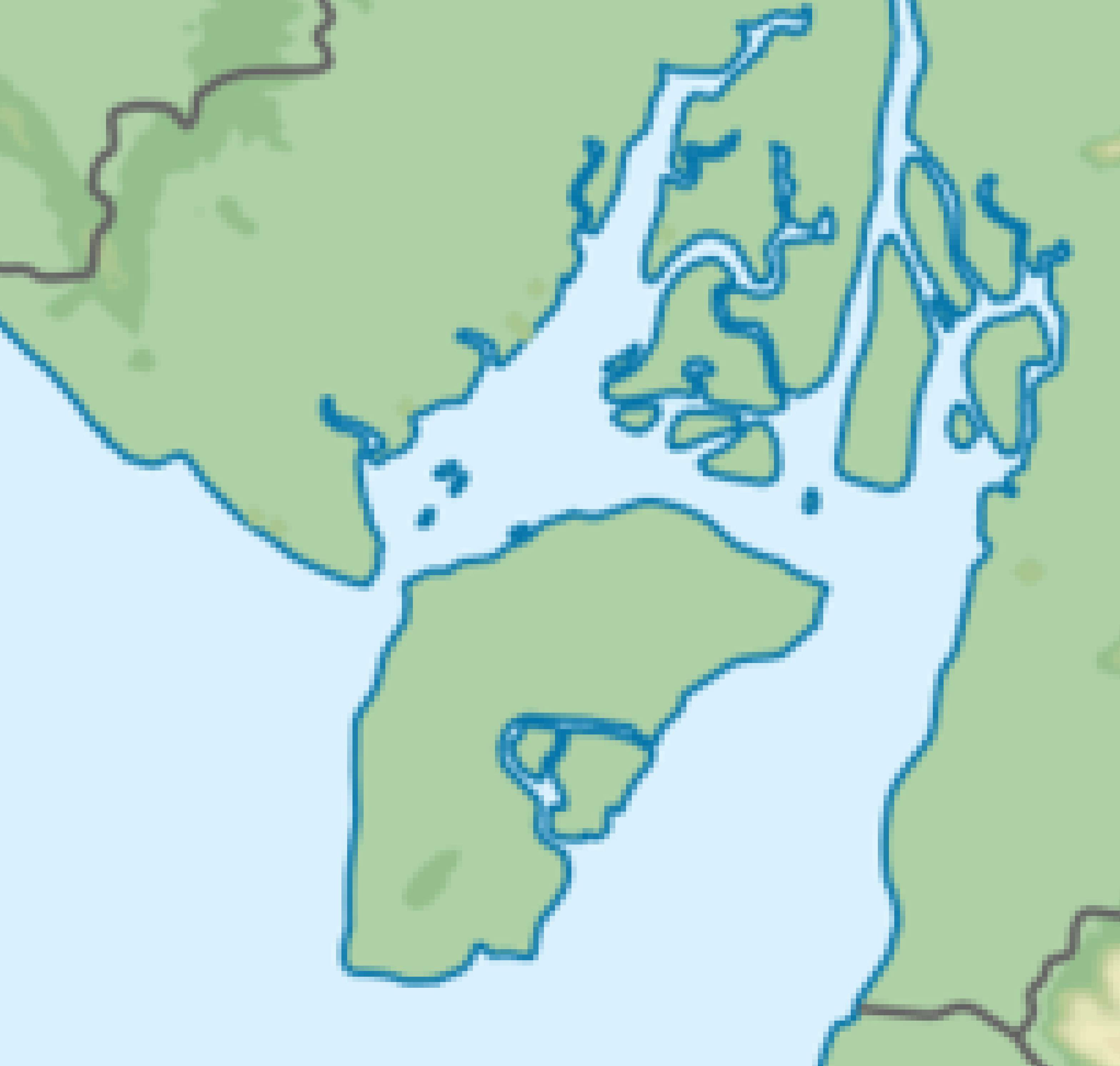
Isla Puná

Sus últimos años se vieron caracterizados por la diabetes, enfermedad que padecía de antemano y la ceguera que empezó a sufrir desde comienzos de los ochenta y fue afectando poco a poco su carrera. Su muerte se debió finalmente a un derrame cerebral después de una caída. Según sus últimos deseos, su cuerpo sería cremado en México, D. F., lugar donde murió y donde ahora permanece su corazón, mientras que sus cenizas serían luego transportadas en un avión a Guayaquil, su ciudad natal para ser arrojadas en alta mar frente a la Isla Puná, en el Golfo de Guayaquil, lugar que sirvió de inspiración para muchas de sus novelas, en especial una de sus más conocidas, Don Goyo. Cuando se le preguntó que pensaba sobre la muerte se expresó de la siguiente manera: "La muerte no existe. Porque cuando la muerte llegue, ya no tendré conciencia para darme cuenta de ello. Llegará sin que yo lo sepa, y estaré muerto sin saberlo."

## Carrera artística

### Literatura

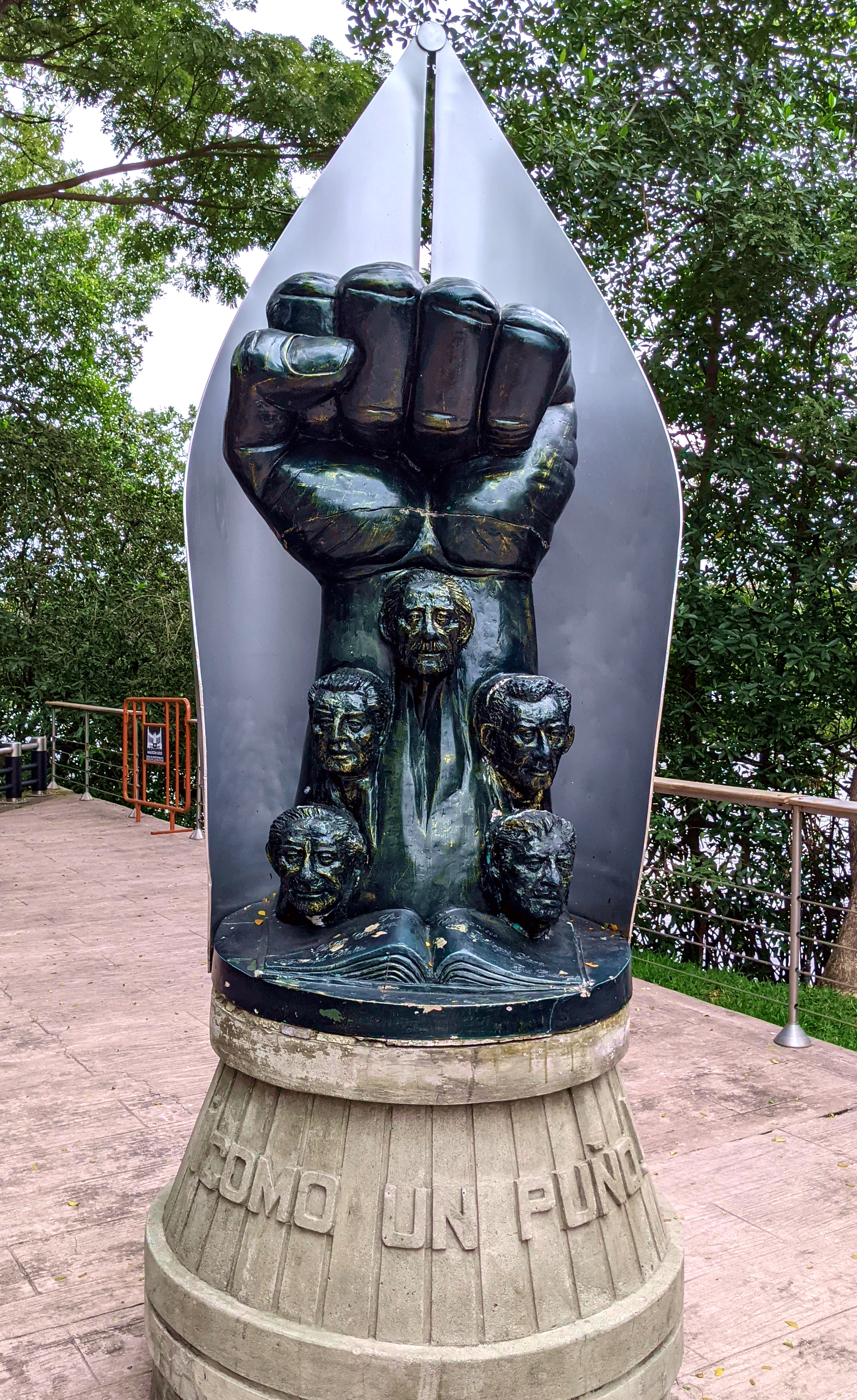
Monumento al Grupo de Guayaquil en el Malecón del Salado

Aguilera Malta es considerado uno de los más importantes escritores del Ecuador. Fue miembro fundador de la Casa de la Cultura Ecuatoriana, del Grupo de Guayaquil junto con su gran amigo Joaquín Gallegos Lara, de la Comunidad Latinoamericana de Escritores y de la Casa de la Cultura Latinoamericana. Sus libros se han expandido por el mundo y han sido traducidos a varios idiomas.
Su carrera literaria empezó con la publicación del libro de cuentos "Los que se van" que lo vincula al Grupo de Guayaquil. Sin embargo a partir de ahí realizaría su carrera de manera personal, empezando con la publicación en 1933 de Don Goyo una obra donde retrata la vida de los habitantes del Golfo de Guayaquil, desarrollando temas míticos que giran alrededor del animismo, así como los inicios de la conservación ambiental a través del cuidado de los manglares. A esto le seguirían Canal Zone, y Madrid: reportaje novelado de una retaguardia heroica, de carácter testimonial. Publicaría después La isla virgen en el año 1942, con prólogo de Ángel Felicísimo Rojas donde narra las aventuras de su tío Héctor Malta, y gira alrededor del comercio de cacao y el vínculo de las familias agroexportadores de Vinces con París. Reproduce aquí también el tema de la simbiosis necesaria entre los seres humanos y la naturaleza. Con motivo de la revolución cubana publicó en 1960 el libro “Una Cruz en Sierra Maestra”, que se basa en un tema adaptado de España y que lo trasladaría a la Cuba de ese momento. A esto continuaría sus novelas históricas basadas en la biografía de personajes políticos importantes como Manuela Sáenz, Francisco de Orellana, Vasco Núñez de Balboa y Simón Bolívar. Serían publicados bajo el título de "Episodios Americanos". 
En 1973 publicaría su gran novela titulada Siete lunas y siete serpientes, ccmo parte de los grandes libros de realismo mágico que se escribieron en Latinoamérica en esos años. En paralelo con la evolución del teatro de un realismo social al expresionismo, sus novelas irían de un realismo ambientalista al realismo mágico. La exploración simbólica del libro, lleno de poesía, marcó un hito en su carrera y le llenó de fama como un escritor no solo prolífico y versátil en los medios, sino también capaz de evolucionar en los géneros. A esto le seguirían otras publicaciones de éxito comercial puesto que estaba consumado como un autor fundamental de la literatura latinoamericana. Destacan “El Secuestro del General” en 1973 y la novela “Jaguar” en 1977. 
Es un autor importante de la literatura de Ecuador, lo que ha hecho que se encuentre en importantes antologías como: Los mejores cuentos ecuatorianos, El nuevo relato ecuatoriano; Gens de l'Equateur; El cuento hispanoamericano; Antología del relato ecuatoriano; Antología del cuento ecuatoriano; Así en la tierra como en los sueños; Cuentos hispanoamericanos; Cuento contigo; Antología básica del cuento ecuatoriano.

### Teatro
Su afición por el teatro nación desde la infancia cuando leyó "El Gran Caballero" una obra de teatro representada en Madrid por su bisabuelo español Juan José de Malta y Salcedo, que en vida había sido dramaturgo y periodista. Sus obras se desarrollan alrededor de la tensión del realismo, como elemento fundamental de sus historias. Usa el teatro como un espejo de la realidad que a partir de la manipulación de los matices de la historia logra llevar al extremo a los conflictos, situaciones y personajes. Hace uso del humor y la ironía. Durante la guerra civil española publicó "La revolución española a través de dos estampas de Anthony Eden”. Además, a propósito de este evento político llevaría a escena la tragedia titulada “España Leal”. Esta se desarrollaba como un drama panfletario, que lo había escrito en prosa, e incluía además versos romances influidos por García Lorca. Lo presentó en la ciudad de Guayaquil con gran éxito lo que le animaría a dedicarse al teatro a tiempo completo, siempre buscando describir “sus tesis con limpidez, expresando la denuncia obligada, dado su temperamento, su amor por la verdad y su condición de escritor de denuncia”. Estudia al individuo enfocándose en su desenvolvimiento en relación con las demás personas. Sus protagonistas generalmente tienden al altruismo, con tintes políticos y revolucionarios, a partir de lo cual se restituye al individuo la dignidad. Sus publicaciones fueron incluidas en los libros Trilogía ecuatoriana, así como en Teatro completo en 1970.
Es uno de los autores importantes dentro del teatro ecuatoriano, a pesar de las limitaciones que dicho género tuvo para su desarrollo en ese país. Por esta razón Aguilera Malta se refirió a su carrera como dramaturgo de la siguiente manera:

En nuestro medio es muy difícil, (...) el teatro no es tal si no es representado, y al menos cuando yo hice mi obra dramática, montar una pieza en el Ecuador era poco menos que imposible. Solo con Lázaro, que puso en escena Ernesto Albán tuve alguna satisfacción: me dio unos centavos y me llevó a pasear, con la obra a cuestas, por todo el país.
Demetrio Aguilera Malta

#### Etapa realista 1938 - 1954

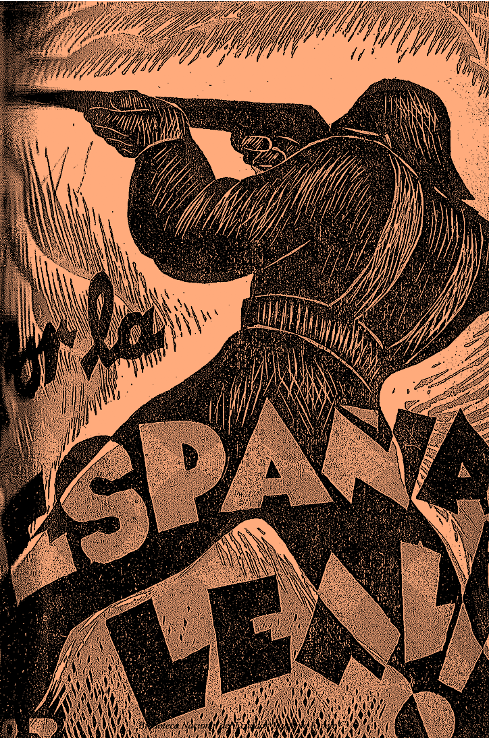
España Leal

La primera etapa recorre desde los inicios de su carrera al final de la década del treinta hasta el año de 1954. Su enfoque fue realista y representacional. Su obra se caracterizaba por la mimesis de la realidad social y buscaba en el teatro la materialización de una puesta en escena verosímil y racional de la realidad. Este período, incluye sus dramas: España leal (1938), El sátiro encadenado (1939), Carbón (1939), Campeonatomanía (1939), Lázaro (1941), Sangre azul (1946), El pirata fantasma (1946) y No bastan los átomos (1954). Aquí Aguilera Malta ensaya la comedia ligera, el drama serio, matiza los regionalismos ambientales y sociales. Se destacan los dramas Lázaro y España Leal.

#### Etapa de transición 1955 - 1961
A partir de esto, Aguilera Malta buscaría explorar nuevos rumbos estilísticos. Publicaría en 1955 Dientes blancos (1955) con el que se distanciaría de los dramas anteriores tanto en el procedimiento como por sus primeros intentos de expresionismo. De esta época son las tres obras que serían recopiladas dentro de Trilogía ecuatoriana: Honorarios, El tigre, y Dientes blancos. Primero publicaría El tigre en 1955, con un estilo cercano al realismo mágico, a lo que seguiría Honorarios en 1957 nuevamente caracterizado por el realismo. Sin embargo, "Dientes blancos" sería una de sus obras más famosas. Ahí contrasta un cabaret centroamericano de administración y clientela blanca con los músicos negros que allí interpretaban. Más allá de la puesta en escena de la discriminación, se centra además en la risa de uno de los músicos a partir de lo cual su obra ha sido comparada con Lazarus Laughed, de Eugene O'Neill. El uso de este recurso marca la transición del realismo a un expresionismo, aunque en esta obra todavía en ciernes y de manera simbólica. Además dentro de esta época publicaría Una mujer para cada acto, en el año 1960 en México, junto a Velia Márquez, que es considerado como una avance parcial hacia el expresionismo. A esto le seguiría Fantoche publicado alrededor de 1961.

#### Etapa expresionista 1962 - 1967
La tercera y última etapa del desarrollo de su teatro corresponde al expresionismo completamente desarrollado. Esto lo logra en los dramas Muerte, S.A. (ca. 1962) e Infierno negro (1967). Su estilo se opone al realismo al abandonar la mimesis y representación para abrazar la creación y fantasía. La expresión de los personajes está caracterizado por sugerencias subjetivas que se desarrollan en lo extremo y excepcional. Abandonando los detalles del realismo busca ahora el símbolo y la esquematización, dejando de lado lo convencional busca lo distorsionado. Su obra expresionista se llevó a cabo íntegramente en México durante la última etapa de su vida.

## Legado
Fue junto a Alfredo Pareja Diezcanseco uno de los autores más destacados del Grupo de Guayaquil. Su carrera extensa a lo largo del siglo XX evolucionó en géneros y estética. El crítico literario Benjamín Carrión resumió su vida de la siguiente manera:

Hombre de aventuras en apariencia tranquilo, judío errante con libreta de direcciones, hombre que sabe la hora del mundo, Demetrio Aguilera Malta es un varón de sueños. El poeta lírico del grupo, en la vida y en la obra. El más tropical también: con tropicalidad calma y sonriente, como los grandes y, al parecer, así inmóviles ríos de su tierra baja. Demetrio. Sangre liviana de hombre entrañablemente bueno y generoso. Inteligencia y fantasía poderosa, lanzadas siempre a las regiones altas, donde se hace la cosecha de estrellas.
Benjamín Carrión

En honor a su carrera literaria fue premiado con las siguientes distinciones:
- En 1971 recibió una medalla de Oro de la Municipalidad de Guayaquil durante el Encuentro de Escritores Latinoamericanos.
- Se le otorgó en 1981 el Premio Eugenio Espejo en reconocimiento a su destacada trayectoria literaria.
- En su honor se nombró la "Sala de Teatro Demetrio Aguilera Malta" de la Casa de la Cultura Ecuatoriana, Quito, Ecuador

## Obras

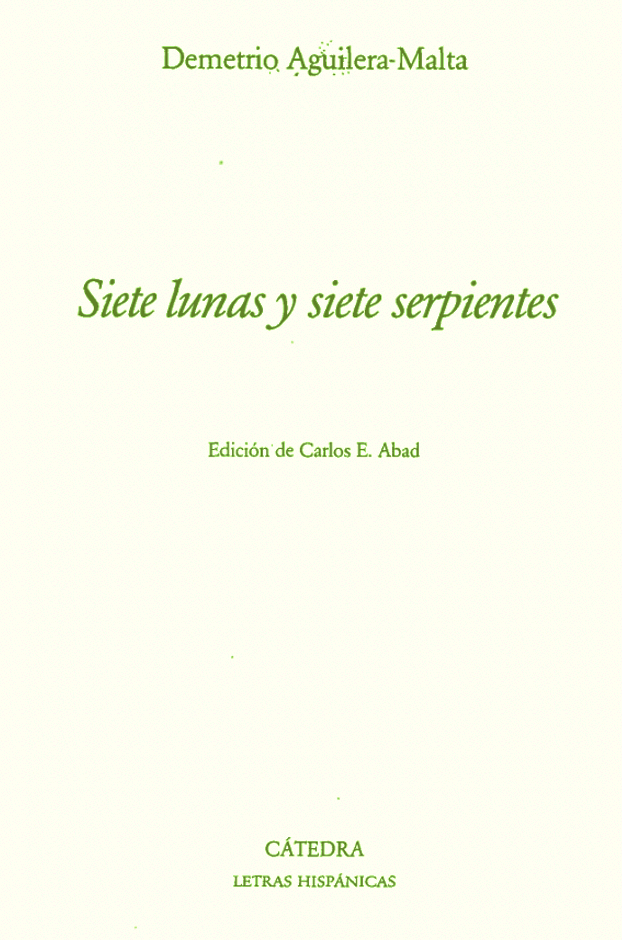
Siete lunas y siete serpientes

### Cuentos
- Los que se van (Guayaquil, 1930) junto a Joaquín Gallegos Lara y Enrique Gil Gilbert , 246 pp.

### Novelas
- Don Goyo (Madrid, 1933), 289 pp.
- Canal Zone (Santiago de Chile, Ercilla, 1935), 157 pp.
- Madrid: reportaje novelado de una retaguardia heroica (Guayaquil, Ediciones populares, 1937), 46 pp.
- La isla virgen (Guayaquil, 1942), 309 pp.
- Una cruz en la Sierra Maestra (Buenos Aires, 1960), 169 pp.
- Episodios americanos:
  - La caballeresa del sol: El gran amor de Bolívar (Madrid, 1964), 422 pp.
  - El Quijote de El Dorado: Orellana y el río de las Amazonas (Madrid, 1964), 271 pp.
  - Un nuevo mar para el Rey: Balboa, Anayansi y el océano Pacífico (Madrid, 1965), 282 pp.
- Siete lunas y siete serpientes (México, 1970), 395 pp.
- El secuestro del general (México, 1973), 244 pp.
- Jaguar (México, 1977), 204 pp.
- Réquiem para el diablo (1978), 206 pp.
- Una pelota, un sueño y 10 centavos (1988), 170 pp.

### Teatro
- España leal (1938), 86 pp.
- El sátiro encadenado (1939)
- Carbón (1939)
- Lázaro (1941)
- El pirata fantasma (1946)
- Sangre azul (1946), 70 pp.
- No bastan los átomos (1954), 120 pp.
- Trilogía ecuatoriana:
  - Dientes blancos (1955)
  - El tigre (1955)
  - Honorarios (1957)
- Infierno negro (1967), 136 pp.
- Una mujer para cada acto (1970), coescrita con Velia Márquez
- Fantoche (1970)
- Muerte S.A. (1970)

### Ensayos
- Leticia: Notas y comentarios de un periodista ecuatoriano (Panamá, 1932), 150 pp.
- La revolución española a través de dos estampas de Antonio Edén (Quito, 1938), 51 pp.
- Los generales de Bolívar (México, 1965), 66 pp.

### Poesía
- Primavera interior (Guayaquil, 1927), junto a Jorge Pérez Concha, 76 pp.
- El libro de los mangleros (Guayaquil, 1930), 35 pp.

## Filmografía

### Largometrajes
- La cadena infinita, Chile, 1949
- Entre dos Carnavales, Brasil, 1949, primera película a color del Brasil
- Dos ángeles y medio, Colombia, 1958

### Documentales
Aguilera Malta filmó en 1954 cuatro documentales para promocionar el Ecuador por encargo del Ministerio de Obras Públicas.
- El transporte de banano  (1954)
- Los Salasacas  (1954)
- Los Colorados  (1954)
- Las Iglesias de Qito  (1954)

- Ecuador en marcha
- Exposición de artesanías (1952) [8 minutos] (Color/sin sonido)
- Exposición de instrumentos musicales (1950) [9 minutos]